# Tierra de Oz
La Tierra de Oz es un mundo de fantasía creado por el escritor estadounidense L. Frank Baum e introducido en la novela infantil de 1900, El maravilloso mago de Oz, ilustrada por W. W. Denslow.
La Tierra de Oz está dividida en cuatro grandes regiones: el País de los Gillikins al norte, el País de los Quadlings al sur, el País de los Munchkins al este y el País de los Winkies al oeste. Cada región tiene su propio gobernante, pero el reino en su conjunto está bajo el mando de una única monarca. Según Dorothy y el mago en Oz, los monarcas han llevado principalmente los nombres de Oz u Ozma. En La maravillosa Tierra de Oz, se establece que la actual soberana es la Princesa Ozma.
Baum no planeó que El maravilloso mago de Oz tuviera secuelas, pero su gran popularidad, superando a otros mundos fantásticos que creó, como Merryland en la novela infantil Dot y Tot en Merryland publicada un año después, lo llevó a continuar la saga. El éxito, impulsado por una adaptación musical de 1902, El mago de Oz, motivó a Baum a regresar a este universo en 1904 con La maravillosa Tierra de Oz. Durante los siguientes 15 años, desarrolló y expandió este mundo en la serie de libros de Oz, introduciendo numerosos personajes y criaturas ficticias. Aunque intentó concluir la serie con el sexto libro, La Ciudad Esmeralda de Oz (1910), donde Oz queda sellado e invisible al mundo exterior, la demanda de los aficionados lo llevó a abandonar esta idea. Baum escribió ocho libros más de Oz, autoproclamándose el "Historiador Real de Oz".
En total, Baum publicó catorce novelas exitosas sobre Oz y sus habitantes encantados, además de una serie derivada de seis libros para lectores jóvenes, Pequeñas historias del mago de Oz. Tras su fallecimiento en 1919, la editorial Reilly & Lee continuó publicando libros de Oz anualmente, delegando el rol de Historiador Real a la escritora Ruth Plumly Thompson, al ilustrador John R. Neill (colaborador previo de Baum) y a otros autores. Los cuarenta libros de la serie de Oz de Reilly & Lee son conocidos por los aficionados como «los Cuarenta Famosos» y se consideran los textos canónicos de Oz.
Baum presentó a Oz como un lugar real, en contraste con la adaptación cinematográfica musical de MGM, El mago de Oz (1939), donde se muestra como un sueño de la protagonista Dorothy Gale. Según los libros, Oz es un país de hadas oculto, aislado del resto del mundo por el Desierto Mortal.

## Características
En el primer libro, El maravilloso mago de Oz, la Tierra de Oz se distingue del Kansas natal de Dorothy por no estar civilizada, lo que explica por qué en Kansas no hay brujas ni magos, mientras que en Oz sí los hay. En el tercer libro, Ozma de Oz, Oz se describe como un "país de hadas", un término nuevo que se mantuvo para explicar sus maravillas.

## Geografía

### Tierra de Oz

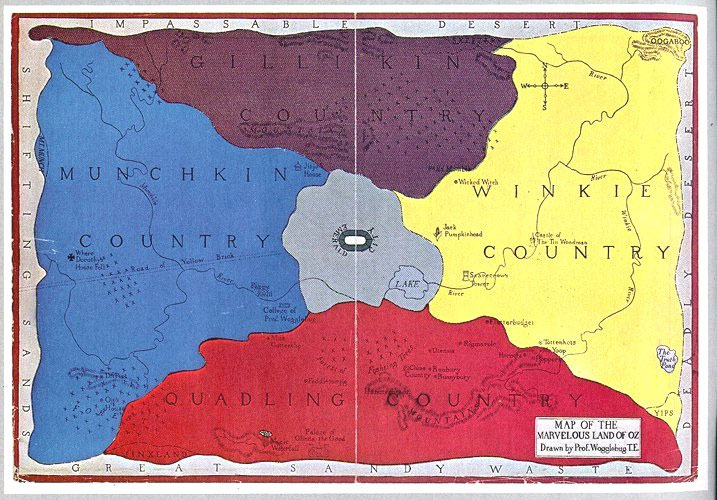
La Tierra de Oz; la rosa de los vientos de este mapa muestra el Este a la derecha (como es habitual en la vida real), aunque en muchas publicaciones se considera correcto que el Este esté a la izquierda, como una imagen especular de este mapa. Para las razones, véase Oeste y Este.

Oz tiene una forma aproximadamente rectangular y está dividida en cuatro regiones a lo largo de sus diagonales: el País de los Munchkins (comúnmente llamado 'Munchkinland' en adaptaciones) en el Este, el País de los Winkies en el Oeste, el País de los Gillikins en el Norte y el País de los Quadlings en el Sur. En el centro de Oz, donde se cruzan las diagonales, se encuentra la legendaria Ciudad Esmeralda, capital de la Tierra de Oz y sede de la monarca, la Princesa Ozma.
Las regiones tienen un esquema de colores: azul para los Munchkins, amarillo para los Winkies, rojo para los Quadlings, verde para la Ciudad Esmeralda y (en obras posteriores al primer libro) púrpura para los Gillikins, una región que no fue nombrada en el primer libro. Este énfasis en los colores contrasta con Kansas; Baum, al describirlo, usó "gris" nueve veces en cuatro párrafos. En El maravilloso mago de Oz, estos colores son simplemente los favoritos de cada región, usados en ropa y objetos manufacturados, con alguna influencia en la elección de cultivos, pero los colores básicos del mundo son naturales. Este efecto es menos consistente en obras posteriores. En La maravillosa Tierra de Oz, se afirma que todo en el País de los Gillikins es púrpura, incluyendo plantas y lodo, y un personaje nota que sale de la región cuando el césped pasa de púrpura a verde, pero también se describen calabazas naranjas y maíz verde en esa tierra. Baum nunca usó el esquema de colores de manera consistente; en muchos libros, aludía a los colores para orientar a los personajes y lectores sobre su ubicación y luego no los mencionaba nuevamente. Su técnica más común era representar los artículos manufacturados y las flores con el color de la región, dejando las hojas, el césped y las frutas con sus colores naturales.
La mayoría de estas regiones están habitadas por personas prósperas y alegres, sin embargo, esto limita las posibilidades para tramas. Numerosos enclaves en la Tierra de Oz están aislados de la cultura principal, por razones geográficas o culturales. Muchos no han oído hablar de Ozma, lo que hace imposible que la reconozcan como su reina legítima. Estas áreas se concentran en los bordes del país y son los principales escenarios de los libros que se desarrollan completamente en Oz. Por ejemplo, La princesa perdida de Oz se ambienta enteramente en una región agreste del País de los Winkies, entre dos áreas pobladas. En Glinda de Oz, Ozma habla de su deber de descubrir todos estos rincones apartados de Oz.
En El maravilloso mago de Oz, un Camino de baldosas amarillas lleva desde las tierras de los Munchkins hasta la Ciudad Esmeralda. Otros caminos similares aparecen en otras obras: uno desde el País de los Gillikins en La maravillosa Tierra de Oz y otro desde el País de los Munchkins en La chica de retazos de Oz.
Oz está completamente rodeada por un desierto que aísla a los ciudadanos de la Tierra de Oz del descubrimiento y la invasión. En los primeros dos libros, este es solo un desierto natural, cuya extensión lo hace peligroso para el viajero, pero en El camino a Oz, se dice que convierte en arena a cualquiera que lo toque. De hecho, en La maravillosa Tierra de Oz, Mombi intenta escapar a través de él y Glinda la persigue sobre las arenas. Sin embargo, es la frontera entre la magia de Oz y el mundo exterior, y los Monos Alados no pueden obedecer la orden de Dorothy de llevarla a casa porque los sacaría de las tierras de Oz. En Ozma de Oz, se convierte en un desierto mágico llamado Desierto Mortal, con arenas que destruyen la vida y vapores nocivos, una característica que se mantuvo constante en el resto de la serie, aunque no se representa una destrucción real en los libros de Oz, a diferencia de la película Regreso a Oz. El desierto ha sido atravesado varias veces, por niños del mundo exterior (generalmente inofensivos), por el propio Mago de Oz y por personajes más siniestros, como el Rey Nome, que intentó conquistar Oz. Tras un intento en La Ciudad Esmeralda de Oz, el libro termina con Glinda creando una barrera de invisibilidad alrededor de la Tierra de Oz para mayor protección. Esto fue un intento serio de Baum para finalizar la serie, pero la insistencia de los lectores llevó a su continuación, con muchos modos de atravesar esta barrera y las arenas. A pesar de estas evasiones, la barrera permaneció; en ningún libro de Oz Baum sugirió que los habitantes consideraran eliminarla.

#### País de los Gillikins
El País de los Gillikins es la parte norte de la Tierra de Oz. Es el hogar de los Gillikins.

#### País de los Quadlings
El País de los Quadlings es la parte sur de la Tierra de Oz. Es el hogar de los Quadlings y está gobernado por Glinda. Michael Patrick Hearn sugiere que el nombre Quadling significa "un pequeño habitante del cuarto país".

#### País de los Munchkins
El País de los Munchkins es la parte este de la Tierra de Oz. Es el hogar de los Munchkins.

#### País de los Winkies
El País de los Winkies es la parte oeste de la Tierra de Oz. Es el hogar de los Winkies.

### Oeste y Este
El primer mapa conocido de Oz fue una diapositiva de vidrio usada en el espectáculo itinerante de Baum, Fairylogue and Radio-Play, que mostraba la tierra azul de los Munchkins en el este y la tierra amarilla de los Winkies en el oeste. Estas direcciones son confirmadas por el texto de todos los libros de Oz de Baum, especialmente el primero, en el que la Bruja Mala del Este gobierna a los Munchkins y la Bruja Mala del Oeste a los Winkies.
Como en los mapas occidentales tradicionales, el mapa de Fairylogue and Radio-Play mostraba el oeste a la izquierda y el este a la derecha. Sin embargo, el primer mapa de Oz que apareció en un libro tenía estas direcciones invertidas, y la rosa de los vientos se ajustó en consecuencia. Se cree que esto resultó de Baum copiando el mapa desde el lado equivocado de la diapositiva, obteniendo una imagen especular de su mapa intencionado. Al darse cuenta de que estaba copiando la diapositiva al revés, invirtió la rosa de los vientos para corregir las direcciones. Sin embargo, un editor de Reilly & Lee revirtió la rosa de los vientos, pensando que corregía un error, lo que generó más confusión. Esto confundió notablemente a Ruth Plumly Thompson, quien a menudo invirtió las direcciones en sus propios libros de Oz.
Otra especulación surge de la concepción original de Oz, que parecía estar situada en un desierto americano. Si Baum pensaba que el País de los Munchkins era la región más cercana a él, habría estado en el este mientras vivía en Chicago, pero en el oeste al mudarse a California.
Los mapas modernos de Oz casi siempre muestran el País de los Winkies a la derecha (oeste) y el País de los Munchkins a la izquierda (este), con una rosa de los vientos invertida. Muchos aficionados de Oz creen que esta es la orientación correcta, tal vez por el hechizo de Glinda, que confunde la mayoría de las brújulas estándares; quizás por su similitud con el mundo que Alicia encontró a través del espejo, donde todo era una imagen especular, o quizás reflejando la naturaleza extraña de Oz. En el libro de Robert A. Heinlein de 1980, El número de la bestia, se plantea que Oz está en un planeta retrógrado, que gira en dirección opuesta a la Tierra, por lo que el sol parece salir a la izquierda al mirar al norte. En El espejo mágico de Oz de March Laumer, los cambios se atribuyen a un personaje llamado Till Orangespiegel que intenta volver la Tierra de Oz de color naranja.

### Ubicación

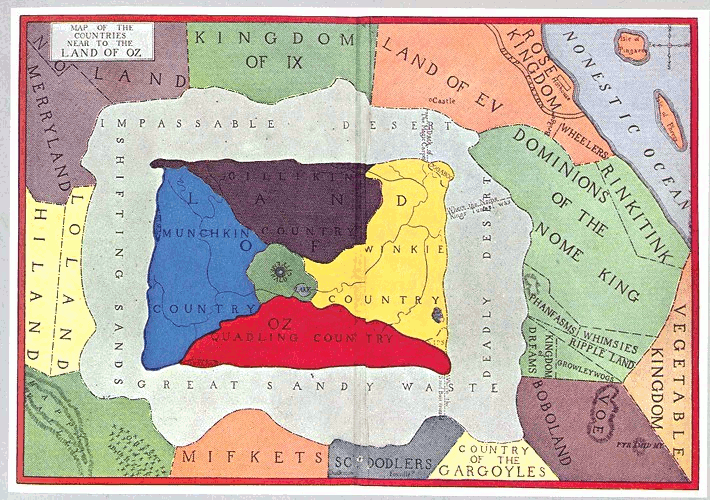
Un mapa de Oz y los países cercanos, publicado por primera vez en Tik-Tok de Oz en 1914.

Oz, como todos los países fantásticos de Baum, se presenta como parte del mundo real, aunque protegido de la civilización por barreras naturales. En los primeros libros, nada indica que no estuviera oculto en los desiertos de Estados Unidos. Gradualmente adquirió países mágicos vecinos, a menudo de obras independientes de Baum, como Ix de Reina Zixi de Ix y Mo de El monarca mágico de Mo. El primero de estos es Ev, introducido en Ozma de Oz.
En Tik-Tok de Oz (1914), Baum incluyó mapas en las guardas que situaban definitivamente a Oz en un continente con sus países vecinos. Oz es el país más grande en el continente conocido extraoficialmente por nombres propuestos por Robert R. Pattrick: Nonestica, para todos los países alrededor de Oz; y "Ozeria", para todo el continente. El continente también incluye los países de Ev, Ix y Mo, este último también conocido como Phunniland, entre otros. Según el mapa, Nonestica está adyacente al Océano Nonéstico.
Mapas posteriores, como los dibujados por John Drury Clark y John Burton Hatcher, o el mapa de James E. Haff y Dick Martin, muestran a Oz en un pequeño continente rodeado por un océano lleno de islas, e intentan reconciliar contradicciones en los libros, como la orientación este-oeste de los lugares. Hay evidencia en los libros que apunta a este continente como ubicado en algún lugar del sur del Océano Pacífico. Al inicio de Ozma de Oz, Dorothy Gale navega hacia Australia con su Tío Henry cuando es arrastrada por la borda (en un gallinero, con Billina, la gallina amarilla) y llega a la costa de Ev, un raro caso en que un forastero llega al continente de Oz por medios no mágicos (o aparentemente no mágicos). Palmeras crecen fuera del Palacio Real en la Ciudad Esmeralda, y los caballos no son nativos de Oz, ambos puntos consistentes con una ubicación en el Pacífico Sur; las ilustraciones y descripciones de casas ozianas redondeadas y abovedadas sugieren una arquitectura no occidental. Sin embargo, Oz tiene elementos tecnológicos, arquitectónicos y urbanos típicos de Europa y América del Norte a principios del siglo XX, aunque esto podría involucrar influencias culturales de fuentes externas inusuales.
Un argumento en contra del Pacífico Sur es que las estaciones en Oz se muestran como las mismas que en Estados Unidos al mismo tiempo. Además, en El caballo de los deseos de Oz, Pigasus sigue la Estrella Polar cuando vuela hacia la Montaña del Trueno, algo que solo podría hacerse en el Hemisferio Norte. Ruth Plumly Thompson afirma en su primer libro de Oz, El libro real de Oz, que el idioma de Oz es el inglés, lo que también sugiere una influencia europea o americana.

### Inspiración
La creación de la Ciudad Esmeralda por Baum pudo haber sido inspirada por la Ciudad Blanca de la Exposición Mundial Colombina, que visitó con frecuencia. Su rápida construcción, en menos de un año, pudo haber influido en la rápida construcción de la Ciudad Esmeralda en el primer libro.
Esquemáticamente, Oz es muy similar a Estados Unidos, con la Ciudad Esmeralda ocupando el lugar de Chicago: al este, bosques mixtos y tierras de cultivo; al oeste, llanuras sin árboles y campos de trigo; al sur, calor y crecimiento exuberante, y tierra roja.
Ruth Plumly Thompson tomó una dirección diferente en sus libros de Oz, introduciendo elementos europeos como el personaje principal de El caballero amarillo de Oz, un caballero directamente sacado de la Leyenda arturiana.
Según la tesis de Littlefield, El maravilloso mago de Oz es una alegoría de la elección de 1896. Bajo esta tesis, el diseño diagonal de la Tierra de Oz en las ilustraciones de los libros de Oz pretende simbolizar el Discurso de la Cruz de Oro de William Jennings Bryan.

## Habitantes

### Gillikins
Los Gillikins son una raza de personas que viven en el País de los Gillikins. Usan principalmente púrpura y tienen púrpura en sus paisajes.

### Quadlings
Los Quadlings son una raza de personas que viven en el País de los Quadlings. Usan principalmente rojo y tienen rojo en sus paisajes.

### Munchkins
Los Munchkins son una raza de personas bajas que viven en el País de los Munchkins. Usan principalmente azul y tienen azul en sus paisajes.

### Winkies
Los Winkies son una raza de personas que viven en el País de los Winkies. Usan principalmente amarillo y tienen amarillo en sus paisajes.

### Brujas y magos

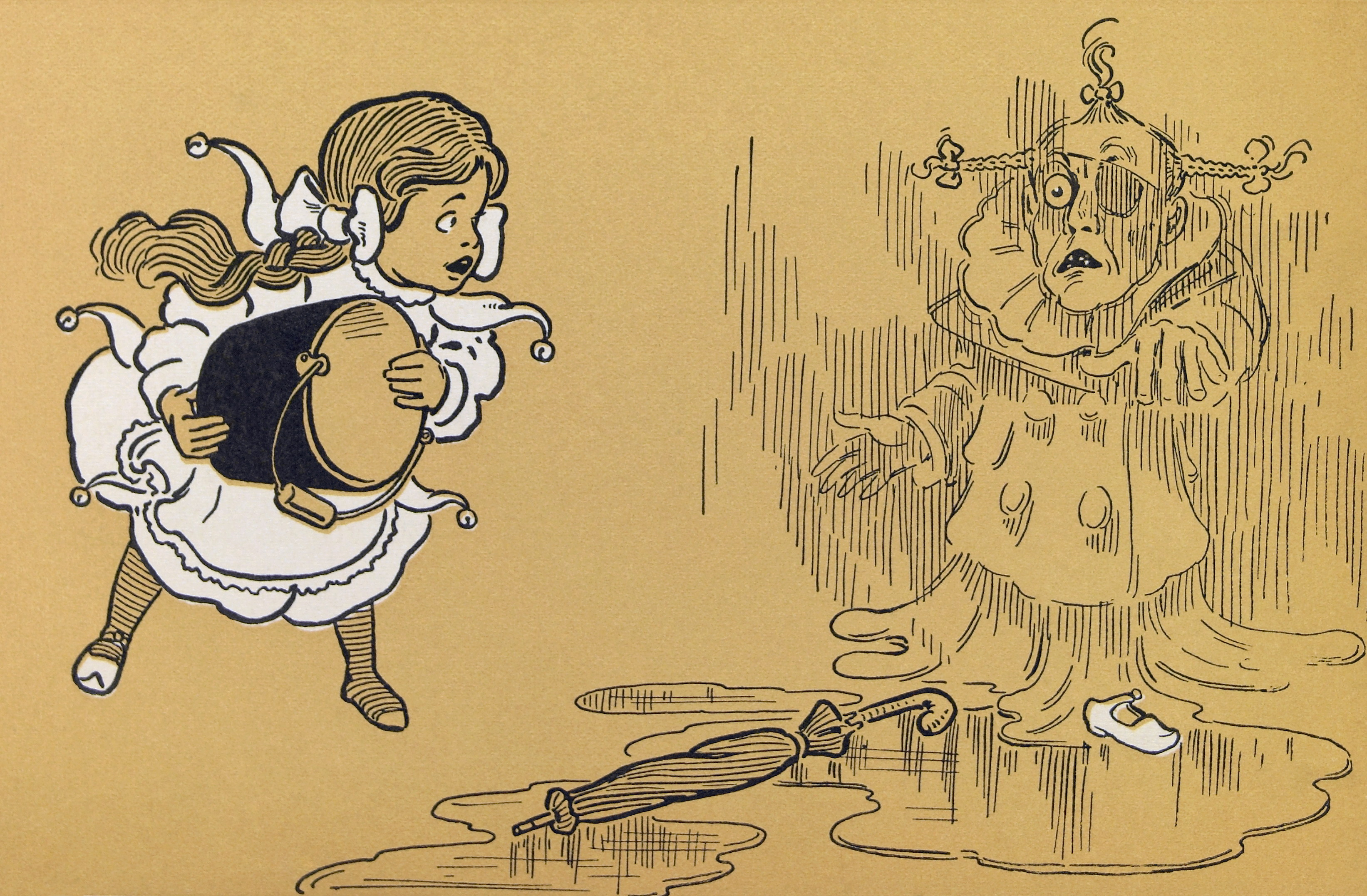
La Bruja Mala del Oeste se derrite, de la ilustración de William Wallace Denslow en la primera edición de El maravilloso mago de Oz (1900).

En la época de El maravilloso mago de Oz, las tierras del Norte, Sur, Este y Oeste de Oz están gobernadas cada una por una Bruja. Las Brujas del Norte y del Sur son buenas, mientras que las del Este y del Oeste son malvadas. Glinda (la Bruja Buena del Sur) se revela más tarde como la más poderosa de las cuatro, aunque libros posteriores de Oz revelan que la Bruja Mala del Oeste era tan poderosa que incluso Glinda la temía. Tras la caída de la casa de Dorothy sobre la Bruja Mala del Este, liberando a los Munchkins de su esclavitud, la Bruja Buena del Norte le dice a Dorothy que ella (la Bruja del Norte) no es tan poderosa como lo era la Bruja Mala del Este, o habría liberado a los Munchkins ella misma.
Durante la primera escena en Oz en El maravilloso mago de Oz, la Bruja Buena del Norte (Locasta o Tattypoo) explica a Dorothy que Oz todavía tiene brujas y magos, al no estar civilizado, y aclara que las brujas y magos pueden ser tanto buenos como malvados, a diferencia de las brujas malvadas de las que Dorothy había oído hablar. Ese libro solo contenía a las cuatro brujas (además del mago impostor), pero a pesar de la prohibición de magia por Ozma, muchos más magos aparecen en obras posteriores.
Baum tendía a escribir "Bruja" con mayúscula cuando se refería a las Brujas del Norte, Sur, Este u Oeste, pero no lo hacía cuando hablaba de brujas en general. Por ejemplo, en la primera escena de El maravilloso mago de Oz, Locasta (o Tattypoo) agradece a Dorothy por matar a la "Bruja Mala del Este" y se presenta como "la Bruja del Norte", con "Bruja" en mayúscula en ambos casos. Sin embargo, cuando dice que "yo [la Bruja del Norte] soy una bruja buena, y la gente me quiere", la palabra "bruja" no está en mayúscula.
El blanco es el color tradicional de las brujas en Oz. La Bruja Buena del Norte lleva un sombrero blanco puntiagudo y un vestido blanco decorado con estrellas, mientras que Glinda, la Bruja Buena del Sur (llamada "hechicera" en libros posteriores), viste un vestido blanco puro. Dorothy es tomada por bruja no solo porque mató a la Bruja Mala del Este, sino porque su vestido es a cuadros blancos y azules.
Ozma, una vez en el trono, prohíbe el uso de magia a cualquiera que no sea Glinda la Bruja Buena, el Mago de Oz y ella misma; antes, la Bruja Buena del Norte había prohibido la magia a cualquier otra bruja en sus dominios. El uso ilícito de magia es un rasgo frecuente de los villanos en obras posteriores de la serie, apareciendo en El espantapájaros de Oz, Rinkitink en Oz, La princesa perdida de Oz, El hombre de hojalata de Oz y La magia de Oz.

### Animales
En Oz habitan diferentes tipos de animales. Según Baum, todos los animales en Oz tienen la capacidad de hablar porque es un reino de "hadas". Cuando los lectores le preguntaron por qué el perro de Dorothy, Toto, no hablaba, Baum insistió en que tenía la capacidad, pero elegía no hacerlo. Toto finalmente habla en Tik-Tok de Oz.
Entre los muchos animales en Oz están:
- Serpiente A-B-Sea – Una serpiente marina de 200 pies (61,0 m) formada por bloques del alfabeto.
- Chiss – Un espíritu maligno de puercoespín que puede lanzar sus púas.
- Camello Cómodo – Un camello bactriano de fuera de la Tierra de Oz que llegó al país junto con el Dromedario Dudoso y se unió al grupo de Dorothy Gale para encontrar al Espantapájaros. Casi siempre se siente cómodo durante su viaje lleno de eventos.
- León Cobarde – El León Cobarde es uno de los amigos de Dorothy Gale.
- Cangrejo – Un cangrejo tuvo una discusión con una Cebra para determinar si el mundo tenía más agua o más tierra.
- Dromedario Dudoso – Un dromedario de fuera de la Tierra de Oz que, junto con el Camello Cómodo, llegó al país y se unió al grupo de Dorothy Gale para encontrar al Espantapájaros. Duda de casi todo lo que se le dice.
- Dragónes – Los dragones son las criaturas más fuertes de la Tierra de Oz y sus países vecinos. Los del País de los Gillikins viven bajo tierra y pueden salir cada 100 años en busca de comida.
- Ratones de Campo – El Hombre de Hojalata una vez salvó a la Reina de los Ratones de Campo de un gato salvaje. Más tarde, su especie ayuda a Dorothy y sus amigos a salir de un campo de amapolas mortal. Los ratones también reaparecen en La maravillosa Tierra de Oz para ayudar al Espantapájaros en su misión de reclamar su trono de la General Jinjur, escondiéndose en su ropa y saltando para asustar a Jinjur y sus guardias.
- Búho Necio – El Búho Necio vive en el País de los Munchkins. Él y el Burro Sabio son asesores públicos.
- Arañas Púrpuras Gigantes – Una raza de arañas en el País de los Gillikins que atrapan viajeros en sus telas y los convierten en sus sirvientes.
- Gato de Cristal – Una escultura de cristal traída a la vida por el Polvo de la Vida.
- Gump – Los Gumps son criaturas comunes en la Tierra de Oz. Son criaturas similares a alces con astas anchas, bigotes caprinos y nariz respingada.
- Hipocampo – Una raza de criaturas acuáticas mitad caballo, mitad pez que viven en el Lago Orizon en el País de los Munchkins. El monstruo del lago Quiberon los llevó a la extinción. Tras convertir a Quiberon en piedra, el Mago de Oz usó su magia para reconstruir los huesos de los Hipocampos, permitiendo que su especie viviera de nuevo.
- Hi-po-ji-raf – Un Hi-po-ji-raf vive en el País de los Munchkins al oeste de Monte Munch. Parece ser una combinación de hipopótamo y jirafa.
- Tigre Hambriento – El Tigre Hambriento es el mejor amigo del León Cobarde.
- Grajilla – Un grupo de grajillas vive en el País de los Quadlings.
- Kabumpo – El elegante elefante de Pumperdink.
- Kalidahs – Los Kalidahs tienen cabeza y patas traseras de tigre y brazos, torso y pies de oso. Sus garras pueden despedazar a un león por la mitad.
- Canguro – Un canguro que usa mitones vive cerca del pueblo de Fuddlecumjig.
- Pato Solitario – El Pato Solitario es el único pato en la Tierra de Oz.
- Orks – Los Orks son animales voladores inusuales con características combinadas de avestruz y loro.
- Rak – Una bestia terrible con un apetito horrible y mal carácter. Se dice que es más grande que 100 hombres y puede comer cualquier cosa viva.
- Serpiente de Cascabel – Una serpiente de cascabel es compañera de la Serpiente A-B-Sea.
- Rey Ardilla – El Rey de las Ardillas que viven en el País de los Winkies.
- Cigüeña – Una cigüeña ayudó una vez a Dorothy y sus compañeros a rescatar al Espantapájaros.
- Unicornios – Un grupo de unicornios que viven en Unicorners en el País de los Munchkins.
- Monos Alados – Monos con alas de pájaro. Obedecen al dueño del Gorro Dorado que los invoca tres veces.
- Burro Sabio – El Burro Sabio fue ciudadano de la Tierra de Mo y asesoraba frecuentemente al Rey de Mo. Ahora vive en el País de los Munchkins con el Búho Necio.
- Cebra – Una cebra tuvo una discusión con un cangrejo para determinar si había más agua o más tierra en el mundo.

### Otras razas
Una multitud de otras razas pueblan la Tierra de Oz, muchas de las cuales solo aparecen una vez; entre ellas:
- Gente Pan de Bunbury – Hechos de productos horneados como panes, bollos, pasteles y muffins de todas las variedades.
- Conejos de Bunnybury – Conejos civilizados.
- Gente de Porcelana – Seres hechos de porcelana china del País de los Quadlings.
- Cuttenclips – Muñecas de papel vivientes del País de los Quadlings.
- Dicks – Habitantes al revés de Dicksy Land.
- Equinots – Centauros.
- Cabezas Planas – Humanos con cabezas planas que llevan sus cerebros en latas.
- Flutterbudgets – Personas que albergan temores necios y pasan tiempo preocupándose por nada.
- Fuddles – Rompecabezas antropomórficos de Fuddlecumjig.
- Cabezas de Martillo – Personas sin brazos con cuellos extensibles y cabezas duras.
- Hoopers – Humanoides de 10 pies de altura del Bosque Púrpura del País de los Gillikins que se enrollan en aros al agarrar sus dedos de los pies con las manos.
- Hoppers – Personas con una sola pierna que viven dentro de una montaña en el País de los Quadlings.
- Horners – Personas extrañas con un cuerno que viven dentro de una montaña en el País de los Quadlings.
- Hyups – Subespecie de Munchkins que viven en Monte Munch.
- Lones– Personas balones vivientes de Loonville.
- Mímicos Mágicos – Criaturas malignas que cambian de forma, un tipo de Erb que viven en Monte Illuso.
- Middlings – Grandes criaturas de lodo con cabello de hierba seca del subsuelo del País de los Munchkins.
- Rigmaroles – Personas que hacen discursos largos y deliberados con muchas palabras.
- Scares – Seres grotescos que residen en la Ciudad del Espanto en el País de los Quadlings.
- Scooters – Personas acuáticas que viven en el río Gillikin, con pies largos como botes y velas que crecen de sus muñecas a sus costillas.
- Skeezers – Humanos anatómicamente normales que a menudo están en conflicto con las Cabezas Planas.
- Thists – Criaturas con cabezas en forma de diamante y cuerpos en forma de corazón de Thi.
- Tottenhots – Personas pequeñas y traviesas que viven en las fronteras del País de los Quadlings y el País de los Winkies.
- Utensians – Utensilios de cocina vivientes de Utensia en el País de los Quadlings.
- Yips – Pequeña comunidad de personas que se asemejan a los Hyups.

Muchas otras razas extrañas se encuentran a menudo en las tierras salvajes de Oz. A pesar del gobierno de Ozma, muchas comunidades viven de manera autónoma. Oz tiene gran tolerancia por la excentricidad y la rareza.
Muchos personajes en Oz son objetos animados. Figuras como el Gato de Cristal, el Espantapájaros, Jack Cabeza de Calabaza, el Caballo de Troya y otros son comunes. Regiones enteras son hogar de seres animados. El País de Porcelana Delicada está lleno de criaturas hechas de porcelana, que se congelarían en figuritas si se las sacara. La Princesa de Porcelana vive con miedo a romperse porque nunca volvería a ser tan bonita, incluso si la repararan.
Muchos otros personajes son altamente individuales, incluso únicos en su especie. Muchas de estas personas de mundos exteriores encuentran refugio en Oz, que es muy tolerante con la excentricidad.

## Historia

### Prehistoria
La historia de Oz antes de El maravilloso mago de Oz (a menudo llamada la prehistoria de Oz, ya que ocurre antes de las "historias" de Baum) es frecuentemente objeto de disputa, ya que Baum dio relatos contradictorios. En El maravilloso mago de Oz, el personaje principal cuenta que era ventrílocuo y aeronauta de circo de Omaha, y durante un vuelo, la cuerda de su ventila de paracaídas se enredó, impidiéndole descender hasta la mañana siguiente, despertando para encontrar que flotaba sobre una tierra extraña. Al aterrizar, la gente pensó que era un gran mago por su capacidad de volar. No los desengañó de esta idea y, con su nuevo poder sobre ellos, les ordenó construir una ciudad con un palacio en el centro de Oz. También les ordenó usar gafas verdes para que pareciera hecha enteramente de esmeraldas. Sin embargo, en los libros posteriores de Oz, la ciudad se describe como realmente hecha de esmeralda u otros materiales verdes. El Mago era un hombre joven cuando llegó a Oz y envejeció allí. Temeroso de las Brujas Malvadas del Oeste y del Este, que, a diferencia de él, podían hacer magia real, el Mago se escondió en una habitación de su palacio y se negó a recibir visitas. Vivió así hasta la llegada de Dorothy en el primer libro.
En La maravillosa Tierra de Oz, la prehistoria cambió ligeramente. Glinda, la Bruja Buena del Sur, revela que el Mago usurpó al rey anterior de Oz, Pastoria, y escondió a su hija Ozma. Esto fue una reacción de Baum al popular espectáculo de Broadway de 1903, adaptado de su libro El maravilloso mago de Oz, en el que el Mago tomó el papel del antagonista principal y la Bruja Mala del Oeste fue omitida.
Sin embargo, el Mago fue más popular con los lectores de lo que Baum pensaba. En Ozma de Oz, omitió cualquier mención de que el Mago hubiera usurpado el trono del padre de Ozma, pero los mayores cambios ocurrieron en el siguiente libro.
En el prefacio de Dorothy y el mago en Oz, Baum comenta que el Mago resultó ser un personaje popular entre los niños que leyeron el primer libro, por lo que lo trajo de vuelta. Durante el libro, el Mago relata otra versión de su historia en Oz, diciendo a Ozma que su nombre de nacimiento era Oscar Zoroaster Phadrig Isaac Norman Henkle Emmanuel Ambroise Diggs, un nombre largo y engorroso, y como sus otras iniciales formaban "PINHEAD", prefería usar solo O.Z. La parte del globo de su historia no cambió, excepto por el detalle añadido por Ozma, que la gente probablemente vio sus iniciales en el globo y las tomó como un mensaje de que debía ser su rey. Ella relata que el país ya se llamaba Oz (una palabra que en su idioma significa "grande y bueno") y que era típico que los gobernantes tuvieran nombres que fueran variaciones de Oz (el Rey Pastoria siendo una notable excepción a esta regla).
Ozma elabora más, diciendo que en otro tiempo hubo cuatro Brujas Malvadas en Oz, que se aliaron para deponer al Rey, pero las Brujas Malvadas del Norte y del Sur fueron derrotadas por Brujas Buenas antes de que el Mago llegase a Oz. Según esta versión, el Rey en ese momento era el abuelo de Ozma. Esta versión de la prehistoria restaura la reputación del Mago, pero añade la incomodidad de que tanto Ozma como su padre nacieran en cautiverio.
En El hombre de hojalata de Oz, Baum escribe cómo Oz se convirtió en un país de hadas:
Oz no siempre fue un país de hadas, me han dicho. Una vez fue muy parecido a otras tierras, excepto que estaba rodeado por un terrible desierto de arenas que lo aislaba, impidiendo que su gente tuviera contacto con el resto del mundo. Viendo este aislamiento, la banda de hadas de la Reina Lurline, que pasaba por Oz en un viaje, encantó el país y lo convirtió en un País de Hadas. Y la Reina Lurline dejó a una de sus hadas para gobernar esta Tierra de Oz encantada, y luego pasó de largo y lo olvidó todo.
A partir de entonces, nadie en Oz envejecería, enfermaría o moriría. Después de convertirse en un país de hadas, Oz albergó muchas Brujas, Magos y Hechiceros hasta que Ozma prohibió la magia sin permiso. En otra inconsistencia, se implica que Ozma fue el hada dejada por la Reina Lurline para gobernar el país, contradiciendo la historia donde era la hija de Pastoria. Esto se confirma más tarde en Glinda de Oz:
"Si realmente eres la Princesa Ozma de Oz," dijo el Cabeza Plana, "eres una de esa banda de hadas que, bajo la Reina Lurline, hicieron de todo Oz un País de Hadas. He oído que Lurline dejó a una de sus hadas para gobernar Oz, y le dio el nombre de Ozma."
Aunque esto explica por qué nadie muere o envejece, y aun así hay personas de diferentes edades en Oz, es completamente inconsistente con las versiones anteriores de la prehistoria.
Maguire, autor de Wicked, aborda esta inconsistencia diciendo que la gente de Oz cree que Ozma se reencarna, que su espíritu fue dejado por Lurline, pero su cuerpo renace en diferentes reinas mortales.
En Los mímicos mágicos en Oz de Jack Snow, la historia de la prehistoria se vuelve a contar. Esta versión relata que Ozma fue dada al rey de Oz como hija adoptiva, pues era viejo y no tenía hijos.
En las historias de la Tierra Mágica de Alexander Melentyevich Volkov, la prehistoria es bastante diferente. La tierra fue creada hace 6,000–7,000 años por un mago llamado Hurricap, que estaba cansado de que la gente le pidiera cosas, por lo que decidió encontrar un lugar sin molestias. Encontró una tierra remota y la separó del resto del mundo, añadiendo encantamientos de primavera eterna y animales parlantes (la versión de Volkov no incluye formas de inmortalidad). Sin embargo, no notó que la tierra ya tenía habitantes (ya que era un gigante, con miopía en su avanzada edad, y la gente en la Tierra Mágica era mucho más baja que en otros lugares), pero al descubrirlo, decidió que quitar los encantamientos era innecesario. En cambio, ordenó a la gente mantenerse alejada de su castillo. Después, los eventos notables incluyeron un intento de conquista por una hechicera llamada Arachna (Gurrikap aún vivía y la puso en un sueño encantado por 5,000 años; su despertar forma la historia del quinto libro de la serie de Volkov), un golpe fallido por un príncipe llamado Bofaro para derrocar a su padre hace unos 1,000 años (él y sus cómplices fueron desterrados a una cueva y se convirtieron en la principal fuente de metales y gemas de la Tierra Mágica, un análogo a los Nomes), y la llegada de las Cuatro Brujas (que solo ocurrió hace unos 500 años en esta continuidad).

## Primeros seis libros
Al final, Dorothy Gale y toda su casa son arrastradas a Oz desde Kansas por un tornado. Cuando la casa aterriza, aplasta a la Bruja Mala del Este, gobernante de los Munchkins. En un intento por regresar a casa, Dorothy viaja a la Ciudad Esmeralda. En el camino, conoce al Hombre de Hojalata, al León Cobarde y al Espantapájaros, quienes la acompañan. Una vez allí, son las primeras personas en obtener una audiencia con el Mago desde que se aisló, aunque él se disfraza porque Dorothy ahora tiene los zapatos plateados mágicos de la Bruja Mala del Este, y él le teme. El Mago envía a Dorothy y su grupo a destruir a la Bruja Mala del Oeste y, a cambio, promete conceder su deseo de volver a casa. Sorprendentemente, Dorothy "destruye" a la Bruja al arrojarle un cubo de agua, lo que la hace derretirse. Derrotado, el Mago revela al grupo que no es un mago real y no tiene poderes mágicos, pero promete llevar a Dorothy a casa en su globo. Deja al Espantapájaros a cargo de gobernar Oz en su lugar.
Finalmente, se descubre que el Mago había entregado a la hija del último rey de Oz, la Princesa Ozma, a la vieja bruja Mombi para que la ocultara. Mombi había transformado a Ozma en un niño llamado Tip, a quien crío. Cuando todo esto se revela, Tip es transformado de vuelta en Ozma y toma su lugar legítimo como la gobernante benevolente de todo Oz. Ozma repele con éxito varios intentos de diferentes ejércitos por derrocarla. Para evitar cualquier disturbio en su gobierno sobre Oz, prohíbe la práctica de toda magia en Oz, excepto por ella misma, el Mago reformado que regresa y Glinda, y hace que Glinda vuelva a Oz invisible para los forasteros. Ozma permanece como la gobernante de Oz durante toda la serie.

## Economía y política

La bandera real de Oz, descrita en Dorothy y el mago en Oz

Algunos analistas políticos han afirmado que Oz es una utopía socialista disfrazada, aunque algunos estudiosos de Baum discrepan. Los defensores de esta teoría la respaldan con esta cita de La Ciudad Esmeralda de Oz:
No había pobres en la Tierra de Oz porque no existía el dinero, y toda propiedad de cualquier tipo pertenecía al Gobernante. Cada persona recibía libremente de sus vecinos lo que necesitaba para su uso, que es tanto como cualquiera puede desear razonablemente. Todos trabajaban la mitad del tiempo y jugaban la otra mitad, y la gente disfrutaba del trabajo tanto como del juego porque es bueno estar ocupado y tener algo que hacer. No había supervisores crueles que los vigilaran, ni nadie que los reprendiera o encontrara defectos en ellos. Así, cada uno estaba orgulloso de hacer todo lo que podía por sus amigos y vecinos y se alegraba cuando aceptaban lo que producía.
Esto es una revisión de la sociedad original: en los primeros dos libros, la gente de Oz vivía en una economía basada en dinero. Por ejemplo, la gente de la Ciudad Esmeralda usa "peniques verdes" como moneda. El dinero no fue abolido en el transcurso de la serie, sino eliminado del concepto de Oz. De hecho, en La magia de Oz, un personaje de Oz se mete en problemas cuando va a Ev porque desconocía el concepto de dinero. Esta decisión de eliminar el dinero de Oz puede reflejar las propias dificultades financieras de Baum en los tiempos en que escribía estos libros.
Dado que Oz es gobernado por una monarca, aunque benevolente, Oz se asemeja más a una monarquía absoluta que a un estado comunista o marxista. Cuando se presentó por primera vez, Ozma era la monarca específicamente de la Ciudad Esmeralda, pero en la descripción de Ozma de Oz, Oz se presenta como un estado federal, más parecido al Imperio Alemán, con monarquías en lugar de repúblicas: teniendo una gobernante general en Ozma, y reyes y reinas individuales de porciones más pequeñas.
La sociedad se volvió cada vez más utópica, en el sentido de que su paz y prosperidad estaban organizadas, pero desde el primer libro, era un país inmensamente rico, en contraste con las fallas de cosechas, sequías e hipotecas de Kansas, así como colorido en contraste con el gris de Kansas. Por otro lado, a pesar de la presencia de la Ciudad Esmeralda, Oz es un país agrario, similar a Kansas; la historia ha sido interpretada como una parábola populista, y ciertamente contiene muchos temas populistas.
En La ciudad maravilla de Oz, la Princesa Ozma (llamada "Reina Ozma" en este libro) se presenta compitiendo en una elección ("ozlección") por su cargo como gobernante contra Jenny Jump, una recién llegada medio hada de Nueva Jersey. Sin embargo, este libro no fue escrito por Baum, sino por John R. Neill, el segundo sucesor de Baum. Además, el concepto de la "ozlección" no estaba en el manuscrito de Neill para el libro, sino que fue añadido por un editor de Reilly & Lee, la editorial.
A veces, los gobernantes de los territorios de Oz tienen títulos más grandiosos de lo habitual, pero esto se hace principalmente para la satisfacción de los titulares. El gobernante del País de los Winkies es el Emperador, el Hombre de Hojalata. La gobernante del País de los Quadlings es Glinda la Buena. El País de los Munchkins es gobernado por un rey, identificado más tarde como Cheeriobed, quien se revela estar casado con la Bruja Buena del Norte, que, al romperse un hechizo, abdica del liderazgo del País de los Gillikins a Joe King y la Reina Jacinto de Up Town.
La Bandera Real de Oz se basa en el mapa de la Tierra de Oz; los cuatro colores representan los cuatro países, y la estrella verde representa la Ciudad Esmeralda.

## Defensa
Oz es mayormente una tierra pacífica y la idea de subversión es en gran parte desconocida para su gente. La mayoría de las posiciones militares son solo formales. Esto ha causado muchos problemas, como en La maravillosa Tierra de Oz cuando la Ciudad Esmeralda (que solo estaba custodiada por un anciano portero y un soldado que era todo el Ejército de Oz en ese momento) fue fácilmente conquistada por el Ejército de la Revuelta liderado por General Jinjur. Este ejército, a su vez, fue superado por otro ejército de chicas liderado por Glinda.
La seguridad de Oz se mantiene principalmente por magia, como el hechizo de Glinda que hace a Oz completamente invisible. Oz también tiene una barrera natural en forma de un desierto que rodea la tierra: cualquiera que toque el desierto se convierte en arena. El Rey Nome ha intentado conquistar Oz en varias ocasiones. Una vez existió un ejército nominal, pero tenía una proporción extremadamente alta de oficiales respecto a soldados rasos; aparte de su comandante, el Hombre de Hojalata, y un soldado raso, la porción vista en Ozma de Oz estaba compuesta enteramente por oficiales cobardes. Al final del libro, se dice que hay tres soldados rasos en total, y se desconoce cuántos oficiales, si es que alguno, quedaron en casa durante el viaje de Ozma a Ev. El soldado raso visto en el libro, llamado Omby Amby, es ascendido más tarde a Capitán General.
En el libro La Ciudad Esmeralda de Oz, hay dos pueblos llamados Pueblo Rigmarole y Flutterbudgets que son asentamientos defensivos de Oz.
En la película Regreso a Oz, el hombre mecánico Tik-Tok es todo el Ejército Real de Oz.
Los intentos de forasteros por conquistar la Tierra de Oz son frecuentes, particularmente en los libros de Oz de Ruth Plumly Thompson. Pero estos intentos siempre son frustrados al final, usualmente por Ozma o por fuerzas simpatizantes con ella.

## Personajes
Los personajes recurrentes en la serie clásica de Oz incluyen:
- Dorothy Gale – Una heroica niña huérfana de Kansas. En libros posteriores de Oz, finalmente se muda permanentemente a Oz tras visitarlo varias veces y tener varias aventuras allí. Dorothy se convierte en la mejor amiga de Princesa Ozma, quien la proclama princesa oficial de Oz.
- Toto – El pequeño perro negro de Dorothy, a quien ella quiere mucho. Toto es un compañero leal, siguiendo fielmente a su ama Dorothy en la mayoría de sus aventuras. Se revela en Tik-Tok de Oz que, aunque Toto no es un perro de hadas, puede hablar en Oz, pero elige no hacerlo.
- Princesa Ozma – La reina niña perdida y gobernante legítima de Oz. Es la única hija del rey mortal fallecido de Oz, Pastoria, quien gobernó antes de que llegara el Mago. Es establecida en el trono como la verdadera heredera poco después de los eventos de El maravilloso mago de Oz.
- Tío Henry – El tío de Dorothy, un granjero de Kansas y esposo de Tía Em. Finalmente se muda a Oz con Dorothy y Tía Em cuando el banco ejecuta la hipoteca de su granja.
- Tía Em – La tía de Dorothy y esposa del Tío Henry. Finalmente se muda a Oz con Dorothy y Tío Henry.
- La Bruja Buena del Norte – La anciana gobernante de los Gillikins del norte. Es conocida como Locasta Tattypoo y se convirtió en la gobernante del País de los Gillikins tras derrocar a Mombi, la Bruja Mala del Norte. También fue la primera bruja que Dorothy encontró al llegar a Oz en El maravilloso mago de Oz.
- El Espantapájaros – Un hombre de paja viviente creado en el cuadrante este de Oz, llamado País de los Munchkins. Es un buen amigo de Dorothy. Al final de El maravilloso mago de Oz, se convirtió en el Rey de Oz y gobernó su capital imperial, la Ciudad Esmeralda, tras la partida del Mago. Sin embargo, renunció gustosamente al título cuando se encontró a Ozma.
- El Hombre de Hojalata (también conocido como Nick Chopper) – Un leñador encantado hecho completamente de hojalata y buen amigo de Dorothy. Era un Munchkin, pero ahora es el Emperador del País de los Winkies occidental y vive en un castillo de hojalata. Se convirtió en el gobernante oficial del País de los Winkies tras la destrucción de la Bruja Mala del Oeste por Dorothy en El maravilloso mago de Oz.
- El León Cobarde – Un león parlante y buen amigo de Dorothy. Al final de El maravilloso mago de Oz, se convirtió en el Rey de las Bestias y superó su cobardía. En libros posteriores de Oz, se hace mejor amigo del Tigre Hambriento; juntos gobiernan el Reino Animal de Oz y son los encargados de tirar del carruaje real de la Princesa Ozma.
- El Mago (Oscar Diggs) – El antiguo gobernante de Oz y la Ciudad Esmeralda antes del Espantapájaros y la Princesa Ozma. Un hábil artista de circo y ventrílocuo de Omaha, Nebraska, usaba trucos de magia para crear ilusiones que hacían parecer que tenía poderes reales. Una vez un impostor, ahora es un verdadero mago tras ser entrenado por Ozma y Glinda, quienes le enseñaron con éxito a realizar magia honesta.
- Glinda – La hermosa y sabia Bruja Buena del Sur que gobierna a los Quadlings del sur en un palacio de rubíes. Se convirtió en la hechicera benevolente del País de los Quadlings tras derrotar a la Bruja Mala del Sur (aunque la película musical clásica de MGM de 1939 la retrata como la Bruja Buena del Norte).
- Guardián de las Puertas – El amable portero responsable de adornar a los visitantes que desean entrar en la capital de Oz con gafas de tinte verde. Se le describe como un hombre muy alegre y bajo que viste ropa verde elegante y tiene la piel teñida de verde.
- Soldado con los Bigotes Verdes – El Capitán General del Ejército Real de Oz que custodia la entrada principal del palacio real en la Ciudad Esmeralda. Su verdadero nombre es Omby Amby Wantowin Battles. Es un hombre muy alto con una barba verde muy larga.
- Jellia Jamb – La joven doncella que trabaja en el palacio real de la Ciudad Esmeralda. También se la conoce como la "chica verde bonita", con ojos verdes bonitos y cabello verde bonito. Jellia se convierte en la sirvienta favorita de Ozma y Dorothy entre el personal de la ciudad.
- Jack Cabeza de Calabaza – Un hombre encantado hecho de ramas de madera con una calabaza tallada como cabeza. Jack fue traído a la vida con la poción mágica "Polvo de la Vida".
- El Caballo de Troya – Un caballo de sierra animado que se convierte en una especie de montura para la Princesa Ozma y sus amigos. Fue traído a la vida con el "Polvo de la Vida".
- H. M. Woggle-Bug, T.E. – Un insecto inteligente que fue agrandado al tamaño humano.
- Jinjur – Una ex General del Ejército de la Revuelta, compuesto únicamente por mujeres.
- Billina – Una gallina amarilla y buena amiga de Dorothy. Al llegar a Oz, Billina se convierte en la Reina de las gallinas.
- Tik-Tok – Un robot mecánico y superinteligente de relojería (uno de los primeros robots en la literatura).
- El Tigre Hambriento – El compañero más cercano del León Cobarde, además del Espantapájaros y el Hombre de Hojalata.
- El Hombre Desgreñado – Un hombre sin hogar pero amigable del "mundo real". Termina viviendo permanentemente en Oz.
- Button-Bright – Un niño perdido de solo cuatro o cinco años. Proviene de una familia adinerada de Filadelfia, pero tiene muchas aventuras en Oz y sus reinos vecinos.
- Eureka – La gatita rosa y morada de Dorothy.
- La Chica de Retazos (también conocida como "Scraps") – Una muñeca viviente de tamaño real hecha completamente de una colcha de retazos colorida. Fue traída a la vida con la poción mágica "Polvo de la Vida" por un joven Munchkin llamado Ojo. Scraps también se convierte en el interés amoroso del Espantapájaros.
- Ojo – Un joven de ascendencia Munchkin.
- Betsy Bobbin – Una niña un año mayor que Dorothy, de Oklahoma, que llega a Oz con una mula parlante llamada Hank tras un naufragio.
- Policroma – Un hada del cielo colorida y etérea, la hija menor del Arcoíris.
- Trot – Una niña que llega a Oz por accidente y es un año menor que Dorothy.
- Cap'n Bill – Un ex marinero con una pierna de madera que visita Oz y es amigo de Trot.
- Kabumpo – El Elegante Elefante de Pumperdink.
- Jenny Jump – Una niña de 15 años de Nueva Jersey que se convirtió en medio hada.
- Pastoria – El antiguo rey mortal de Oz que gobernó mucho antes de que llegara el Mago y es el padre fallecido de la Princesa Ozma.
- Mombi – La antigua Bruja Mala del Norte. Mombi una vez gobernó el cuadrante norte de Oz hasta que la Bruja Buena Locasta Tattypoo la derrocó. También fue parcialmente responsable de la misteriosa desaparición de la Princesa Ozma.
- El Rey Nome – El principal villano y antagonista en los libros de Oz. Es el enemigo más amenazante de Oz, residiendo en el Reino Nome vecino, separado de Oz por el Desierto Mortal. El Rey Nome siempre está intentando conquistar Oz o pensando en formas de derrocarlo a lo largo de la mayor parte de la serie.

Un término abreviado para una persona que vive en Oz es "Ozita". El término aparece en Dorothy y el mago en Oz, El camino a Oz y La Ciudad Esmeralda de Oz. En otros lugares de los libros, también se usa "Ozmie". En la secuela animada de 1974 de la película de MGM, Regreso a Oz, "Ozoniano" está en el guion. El término "Oziano" aparece en la adaptación teatral de la Royal Shakespeare Company de la película de MGM y en la obra Wicked. "Ozmite" fue usado en la comercialización de Reilly & Lee en la década de 1920, un hecho que ha sugerido a algunos críticos que "Ozmie" pudo haber sido un error tipográfico.

## Otros medios

### Película de MGM de 1939
La Tierra de Oz, tal como se muestra en la película musical clásica de MGM de 1939, es bastante diferente de la descrita en los libros de Baum. La diferencia más notable es que en la película toda la Tierra de Oz parece ser soñada por Dorothy Gale (convirtiéndola en un mundo de sueños), aunque Dorothy corrige firmemente a los adultos al final, asegurando que realmente estuvo allí, y se presenta una imagen de la casa de Dorothy cayendo y regresando a la tierra. El mensaje aparente es que uno debe apreciar su hogar, sin importar cuán aburrido parezca o cuán poco interesantes sean sus alrededores, porque tener un hogar y una familia no es algo que deba darse por sentado. Esto contrasta marcadamente con los libros, en los que Dorothy y su familia finalmente son invitados a mudarse a Oz debido a una ejecución hipotecaria del banco sobre la granja, mostrando que Oz es un lugar real y una utopía en comparación con las praderas de Kansas.
Hay muchas otras pequeñas diferencias entre los libros y la película. Por ejemplo, cuando Dorothy llega al Munchkinland, los Munchkins se ven usando trajes coloridos, pero en el libro se dice que los Munchkins solo visten de azul, ya que el azul es el color dominante oficial del este. La primera bruja que Dorothy encuentra en Oz en el libro es la Bruja Buena del Norte, un personaje secundario que solo tuvo otra aparición en los libros de Baum, pero es una figura importante de Oz. En la película, este personaje se fusiona con el de Glinda, que es la Bruja Buena del Sur y no aparece hasta el final de la historia de Baum. En los libros, el personaje de Glinda viste de seda blanca, ya que el blanco es el color tradicional para las brujas buenas, mientras que en la película se la ve de rosa.
También es digno de mención que la Dorothy de los libros es solo una niña pequeña que no tiene más de doce años. Sin embargo, es madura y muy ingeniosa, solo llora cuando se enfrenta a una desesperación absoluta, mientras que la Dorothy mayor de la película (interpretada como una niña de doce años por Judy Garland, de dieciséis años) pasa varias partes de la película llorando y siendo dirigida por otros sobre qué hacer. Esto es más consistente con la representación de Dorothy por parte de Thompson; Baum es conocido por sus personajes femeninos fuertes e independientes.
La naturaleza de la Ciudad Esmeralda también cambia en la película. En el libro, la ciudad no es realmente toda verde, pero todos están obligados a usar gafas de tinte verde (supuestamente para proteger sus ojos del esplendor y la gloria de la lujosa ciudad), haciendo que todo parezca verde. En la película, la ciudad es realmente verde. La arquitectura de la Ciudad Esmeralda en la película utiliza un estilo Art Deco mucho más contemporáneo de lo que Baum podría haber imaginado. En el libro, una gigantesca muralla verde incrustada de esmeraldas relucientes rodea toda la ciudad, mientras que en la película solo hay una puerta de entrada.

### Revisionismo de Gregory Maguire
En sus novelas revisionistas de Oz Wicked: Memorias de una bruja mala, Hijo de una bruja, Un león entre hombres y Fuera de Oz, Gregory Maguire presenta una versión muy diferente de la Tierra de Oz. La Oz de Maguire no es la utopía de Baum, sino una tierra con problemas por disturbios políticos y dificultades económicas. Un problema político en las novelas de Maguire es la opresión de los Animales (Maguire distingue a los Animales parlantes de los animales no parlantes usando letras mayúsculas iniciales). Hay muchas tradiciones religiosas en la Oz de Maguire, incluyendo el Lurlinismo (que considera a la Hada Lurline como la creadora de Oz), el Unionismo, que adora al Dios Sin Nombre, y las fes del placer que barrieron Oz durante la época en que las brujas estaban en Shiz. Un ejemplo de las fes del placer fue el tic-tok (donde las criaturas eran encantadas para contar secretos o el futuro y funcionaban con mecanismos de relojería) y la hechicería.
La presentación de la geografía de Oz por parte de Maguire también está teñida de política. Una gran prisión política, Southstairs, existe en cavernas debajo de la Ciudad Esmeralda. Gillikin, hogar de la Universidad de Shiz, tiene más desarrollo industrial que otras partes de Oz. El País de los Munchkins es la canasta de pan de Oz y en un momento declara su independencia del gobierno de la Ciudad Esmeralda. El País de los Quadlings es en gran parte un pantano, habitado por los Quadlings artísticos y sexualmente libres. El Vinkus (el nombre de Maguire para el País de los Winkies) es principalmente pastizales abiertos, poblados por tribus seminómadas de piel morena.
El musical Wicked, basado en la primera novela de Oz de Maguire, presenta una Oz ligeramente más cercana a la versión vista en las novelas de Baum y en la película de 1939. La opresión de los Animales sigue siendo un tema, pero las divisiones geográficas y religiosas retratadas en la novela de Maguire apenas están presentes.
Tanto en el libro como en el musical, varios personajes de las historias tradicionales de Oz aparecen con nombres diferentes. Glinda fue llamada Galinda, pero cambió su nombre. La Bruja Mala del Oeste se llama Elphaba, y la Bruja Mala del Este se llama Nessarose. En el musical, pero no en el libro, Boq se convierte en el Hombre de Hojalata, y Fiyero se convierte en el Espantapájaros.

### La Tierra Mágica de Alexander Melentyevich Volkov
Alexander Melentyevich Volkov fue un autor ruso mejor conocido por su traducción de El mago de Oz al ruso y por escribir sus propias secuelas originales, que se basaban sólo vagamente en las de Baum. Los libros de Volkov han sido traducidos a muchos otros idiomas y son más conocidos que los de Baum en algunos países. Los libros, aunque todavía dirigidos a niños, presentan muchos elementos políticos y éticos maduros. Han sido retraducidos al inglés por Peter L. Blystone y parcialmente por March Laumer, quien usó elementos de ellos en sus propios libros.

### La Oz de Philip José Farmer
Philip José Farmer retrata una Oz muy diferente en su libro Un aviador en Oz. La premisa es que nada después del primer libro ocurrió: Dorothy nunca regresó a Oz, sino que creció, se casó y tuvo un hijo. Su hijo, Hank Stover, es el personaje principal, un veterano piloto de la Primera Guerra Mundial y el aviador titular. Mientras vuela en su Curtiss JN-4 biplano, entra en una neblina verde y emerge en la tierra de Oz, azotada por una guerra civil.
Farmer retrata la Tierra de Oz como autor de ciencia ficción, intentando explicar científicamente muchos de los elementos "mágicos" de la historia de Baum.

### La Oz de Robert A. Heinlein
Los personajes principales de los libros de Robert A. Heinlein El número de la bestia y La persecución de la Pankera pasan por muchos mundos ficticios famosos, incluyendo los de Las aventuras de Alicia en el país de las maravillas; Los viajes de Gulliver, específicamente Liliput; el universo de E.E. "Doc" Smith Lensman; Asgard, conectado con el propio universo de Historia Futura de Heinlein por el Puente del Arcoíris por una razón específica en un lugar específico; y Ringworld; así como algunas de las propias obras de Heinlein, específicamente aquellas ambientadas en su Historia Futura por las que se mueve Lazarus Long; y, por supuesto, la propia Tierra de Oz.
La Oz retratada en el libro es muy cercana a la de Baum, aunque Heinlein intenta explicar algunas cosas desde la perspectiva de un autor de ciencia ficción. Explica que Oz está en un planeta retrógrado, donde la dirección de rotación relativa a los polos está invertida, lo que resulta en que el sol parece salir por lo que normalmente sería el oeste.
Heinlein también explica que la población permanece estable en Oz a pesar de la falta de muerte porque es imposible que nazcan niños en Oz. Cuando la población aumenta por inmigración, Glinda simplemente extiende los límites un par de pulgadas en cada dirección, lo que crea más que suficiente espacio para todas las personas adicionales.

### La Oz de L. Sprague de Camp
L. Sprague de Camp, como Heinlein, lleva a sus propios personajes a Oz en su libro Sir Harold y el Rey Nome, parte de la serie colaborativa Harold Shea. A diferencia de Heinlein, no intenta explicar a Oz como ciencia ficción, aunque se desvía del corpus original. Sigue los libros de Oz de Thompson, usando su ortografía de "Nome" y su destino final del personaje, pero postula un incidente que ha eliminado la inmortalidad de los Ozitas, con el resultado de que tanto Ozma como Dorothy han envejecido y se han casado para cuando ocurre su historia.

### La Oz deOtherlandde Tad Williams
En la serie Otherland de Tad Williams, existe una versión de realidad virtual de Oz, donde antagonistas del mundo real juegan versiones sádicas de los roles del Hombre de Hojalata, el Espantapájaros y el León Cobarde, en una versión retorcida, marcial y postapocalíptica de Oz, poblada tanto por personajes de las novelas como por una gran cantidad de humanos masculinos y femeninos que se hacen llamar "Henry" y "Em", respectivamente. Los humanos, personajes generados por computadora basados en las mentes perdidas de niños atraídos al programa Otherland, esperan una profecía mesiánica que predice la llegada de "La Dorothy", donde nacería un niño entre ellos.

### La Zona Exterior (Tin Man)
La miniserie de televisión Sci Fi de 2007 Tin Man reinventa a Oz como la Zona Exterior (O.Z.), un universo paralelo que fue visitado por primera vez por Dorothy Gale durante la última era victoriana y está gobernado por sus descendientes. Se implica, por referencia a que han pasado siglos desde que Dorothy llegó a la O.Z., que el tiempo ha avanzado a diferentes ritmos en la O.Z. y "el otro lado". La Oz reinventada se describe como un lugar donde "la pintura se ha descascarado, y lo que alguna vez fue la bondad de Oz se ha convertido en la horrible desolación de la O.Z." El diseño escénico de la O.Z. presenta elementos de steampunk, particularmente la decoración "realista fascista de los años 30" del palacio de la hechicera maligna y la Ciudad Central generada por computadora, análoga a la Ciudad Esmeralda.

### Emerald City Confidential
El videojuego de aventura point-and-click de 2009 Emerald City Confidential reinventa a Oz en un estilo cine negro, con Dorothy Gale como una femme fatale, el León como un abogado corrupto, y otros cambios.

### Érase una vez
La Tierra de Oz aparece en la serie de televisión Érase una vez (título original: Once Upon a Time) y es el foco de los episodios "No es fácil ser verde", "Kansas", "Corazón de oro", "Nuestra decadencia", "Zapatillas de rubí" y "Donde vuelan los pájaros azules". También se ve brevemente en los episodios "Hermanas" y "Elegido".

### OZ: A Fantasy Role-Playing Setting
En 2022, Andrew Kolb lanzó OZ: A Fantasy Role-Playing Setting, diseñado para usarse con juegos de rol de mesa, en particular 5.ª Edición de Dungeons and Dragons. En esta versión de Oz, el reino es más parecido a una ciudad, que se asemeja estrechamente a un estilo art deco al estilo de los años 20. La ciudad de Oz está dividida en una variedad de distritos, muchos de los cuales se encuentran en la novela original, pero añade ciertas modernizaciones, incluyendo un monorriel, un sistema judicial complejo y varias facciones políticas.

## Magia de Oz
Siendo una serie de fantasía, Oz está llena de magia. En particular, hay muchos objetos mágicos que juegan un papel importante en la serie.

### Zapatos de plata/Zapatos de rubíes
Cuando Dorothy deja Oz después de tener varias aventuras allí y hacer amistad con muchos de los nativos de Oz, es transportada mágicamente sobre el Desierto Mortal por medio de los encantados Zapatos de Plata que le habían sido dados poco después de su llegada inesperada cuando su casa de campo aterrizó y mató a su anterior propietaria, la Bruja Mala del Este. Después de golpear sus talones tres veces y desear regresar a casa, Dorothy es elevada al aire y transportada a Kansas. Sin embargo, los zapatos se deslizan de los pies de Dorothy y se pierden para siempre en el desierto. Baum afirma que los zapatos de plata nunca se recuperan. En la película de 1939, los zapatos se cambian por zapatos de rubíes. Cuando Dorothy golpea sus talones, cierra los ojos y dice: "No hay lugar como el hogar". Luego despierta en su habitación en Kansas, creyendo que su experiencia en Oz fue un sueño elaborado.
Los zapatos de plata y las zapatillas de rubí también se usan en varias otras versiones, incluyendo Wicked de Gregory Maguire. Aquí, los zapatos se construyen como un regalo y tienen un efecto camaleónico. Están decorados con miles de cuentas de vidrio brillantes que cambian de color según la iluminación. También pueden parecer de varios colores diferentes a la vez. Los zapatos también se pierden cuando Dorothy es teletransportada a casa, al igual que en la novela de Baum. El musical de Broadway basado en el libro de Maguire muestra además que todos eran de plata, pero fueron cambiados a rojo rubí por un hechizo lanzado sobre ellos por la Bruja del Oeste Elphaba, permitiendo que su hermana, la Bruja del Este Nessarose, quien antes estaba confinada a una silla de ruedas, caminara mágicamente.
En Regreso a Oz de 1985, las zapatillas de rubí han sido recuperadas de su lugar en el Desierto Mortal por el Rey Nome.
Una adaptación poco conocida de la historia original hecha para la televisión británica a mediados de los 90, protagonizada por Denise van Outen, explicó que habían pertenecido a una visitante de más allá del arcoíris que llegó a Oz antes que Dorothy y fueron obtenidos por la Bruja cuando la visitante deseó regresar a casa y se le cayeron de los pies en el viaje de regreso.

### Polvo de la Vida
El Polvo de la Vida es una sustancia mágica de la serie de libros, que aparece por primera vez en La maravillosa Tierra de Oz.
Es un polvo mágico que da vida a objetos inanimados. La bruja Mombi lo obtuvo primero de un "mago torcido". Más tarde en la serie, se revela que la sustancia es hecha por un Dr. Pipt. Para hacer la sustancia, el Dr. Pipt tuvo que revolver cuatro grandes calderos durante seis años. Solo se podían hacer unos pocos granos de polvo a la vez. Siempre se describe como llevado en una caja de pimienta.
En La maravillosa Tierra de Oz, el Polvo de la Vida se usó para dar vida a Jack Cabeza de Calabaza, el Caballo de Sierra y el Gump. El primer lote del polvo en posesión de Mombi se activaba con el siguiente encantamiento y la acción que debía asociarse:
- Levantar la mano izquierda, con el dedo meñique apuntando hacia arriba, y decir: "¡Weaugh!"
- Levantar la mano derecha, con el pulgar apuntando hacia arriba, y decir: "¡Teaugh!"
- Levantar ambas manos, con todos los dedos y pulgares extendidos, y decir: "¡Peaugh!"

En El camino a Oz, la hermana del Dr. Pipt, Dyna, activó el Polvo de la Vida con un simple deseo que dio vida a la alfombra de su oso azul fallecido.
En La Chica de Retazos de Oz, da vida al personaje titular, también al gato de cristal y a un fonógrafo.
El agitador de Mombi también contenía tres "píldoras de deseos" fabricadas por el Dr. Nikidik.
El Polvo ha sido usado por Volkov en su serie. Allí, se produce a partir de una cierta planta de tal viabilidad que la pieza más pequeña puede crecer en una planta en un día, en cualquier superficie excepto en metal sólido. Sin embargo, si se seca al sol en tal superficie, se convierte en el Polvo de la Vida. No se requiere encantamiento para que el polvo funcione. El segundo libro de la serie se centra en un hombre que anima un ejército de soldados de madera con el Polvo y los usa para conquistar la Tierra Mágica.
En Regreso a Oz, las palabras mágicas para dar vida al objeto inanimado eran "WEAUGH, TEAUGH, PEAUGH".

### Cinturón Mágico
El Cinturón Mágico se introduce por primera vez en Ozma de Oz. El cinturón pertenecía al Rey Nome, pero Dorothy Gale lo robó y lo derrotó. Cuando deja Oz, se lo da a Ozma para que lo guarde.
En la mayoría de los libros de Oz, el Cinturón Mágico otorga a su portador la capacidad de transformar a cualquiera en cualquier forma, la capacidad de transportar a cualquiera a cualquier lugar, y también hace que su portador sea inmune al daño. En algunos libros, también concede deseos limitados.
En Ozma de Oz, su poder está limitado: su magia no puede afectar objetos hechos de madera.
En la serie animada no canónica Los Niños de Oz, el Cinturón Mágico pertenecía a Dot.

### Cuadro Mágico
En el tocador de Ozma cuelga un cuadro en un marco de radio. Este cuadro suele parecer un paisaje agradable, pero cuando alguien desea que el cuadro muestre a una persona o lugar en particular, la escena mostrará lo que se desea. A veces, el observador puede escuchar sonidos de la escena dentro del Cuadro Mágico y a veces se necesita un dispositivo adicional para transmitir el sonido.
Un dispositivo similar está presente en la serie de Volkov. Allí, se da como regalo al Espantapájaros por la Bruja Buena del Sur. Es una caja de madera rosa con una pantalla de vidrio esmerilado grueso. El dispositivo se activa con una contraseña y está limitado en alcance a la Tierra Mágica (con la excepción de cavernas profundas y ciertos tipos de interferencias mágicas). Se muestra que la caja es virtualmente indestructible; resistió el abuso repetido de un villano que intentaba usarla.

### Gran Libro de Registros
El Gran Libro de Registros de Glinda se introduce en el Capítulo 29 de La Ciudad Esmeralda de Oz: " 'Es un registro de todo lo que sucede,' respondió la Hechicera. 'Tan pronto como ocurre un evento, en cualquier parte del mundo, se encuentra inmediatamente impreso en mi Libro Mágico. Así que cuando leo sus páginas estoy bien informada.' " El Libro resulta útil en El Espantapájaros de Oz y Glinda de Oz; y reaparece en muchas de las historias de los sucesores e imitadores de Baum. Por ejemplo, en El número de la bestia, el Libro se muestra que cubre más que solo Oz. Proporcionó información sobre los "Sombreros Negros" que intentaban asesinar a los cuatro protagonistas, lo que permitió a Glinda diseñar un par de gafas mágicas solicitadas por Hilda Burroughs que le permitían detectar a un Sombrero Negro sin importar cuán disfrazado estuviera. Es uno de los principales dispositivos mágicos de Oz; los villanos lo roban cuando pueden (como en La Princesa Perdida de Oz o en Handy Mandy en Oz). Dado que cubre el planeta y no solo Oz, las entradas del Libro son comprimidas y a veces crípticas, y difíciles de descifrar (como en Paradoja en Oz o La Reina Ann en Oz).
El libro también aparece en la serie de fantasía Érase una vez. Zelena lee el libro ignorando la advertencia de Glinda y vuelve a ponerse verde porque se sintió traicionada, ya que en el libro se mencionaba que Dorothy salvaría a Oz de un gran mal (Zelena pensó que ese mal era ella, pero esto nunca se reveló).

### Imán del Amor
Un imán en forma de herradura de aspecto oxidado que hace que todos amen a su dueño. Está estrechamente asociado con el Hombre Desgreñado. En El camino a Oz, descubre que ser amado por todos puede ser inconveniente. En Tik-Tok de Oz revela que Ozma ha modificado sus poderes para que solo funcione cuando se muestra y afecte solo los sentimientos de quienes lo ven. Es un elemento esencial de la trama en El Hombre Desgreñado de Oz. Ozma lo mantiene colgado sobre la puerta de entrada a la Ciudad Esmeralda para que todos los que entren lleguen con amor, aunque esto no siempre parece suceder.

### Abanico Mágico
El Abanico Mágico es traído a Oz por Dorothy en El Libro Real de Oz. Varios libros posteriores lo mencionan. Crea un viento poderoso, capaz de alejar a un ejército invasor.

### Fuente del Olvido
Una fuente en la Ciudad Esmeralda, erigida por la bruja Glinda para reformar a un rey malvado de Oz en el pasado. Cualquiera que beba de ella olvida todo lo que sabe, incluyendo su propio nombre. Aparece en La Ciudad Esmeralda de Oz y La magia de Oz de Baum, y también juega un papel importante en las historias posteriores de colaboradores La Fuente Prohibida de Oz, El Hombre Desgreñado de Oz, La Bruja Mala de Oz y Paradoja en Oz.

### Campana de Cena Mágica
Creada por el Jinn Rojo, convoca a un esclavo llamado Ginger, quien aparece portando una bandeja llena de comida deliciosa cuando se toca la campana. Además de proporcionar comida, la campana también ofrece un medio de escape del peligro: cualquiera que se aferre al esclavo cuando desaparece después de traer la comida es transportado con él al castillo del Jinn Rojo. En realidad, hay dos campanas de cena mágicas, una en la Ciudad Esmeralda y otra que el Jinn Rojo guarda para sí mismo y usa mientras viaja. La campana se introduce por primera vez en Jack Cabeza de Calabaza de Oz y también aparece en El Príncipe Púrpura de Oz y La Princesa Plateada en Oz.

## Varios

### Animales parlantes
En Oz, animales como el León Cobarde y el Tigre Hambriento pueden hablar, y todos los animales nativos parecen ser capaces de hablar. Wicked: Memorias de una bruja mala enfatizó la diferencia entre Animales y animales. Los Animales (con mayúscula) son seres conscientes que pueden hablar. Existen varias teorías sobre cómo los animales adquirieron el don del habla.
El tratamiento de los animales no nativos fue inconsistente. En el primer libro, el perro Toto nunca habla, aunque fue llevado a Oz; en La Chica de Retazos de Oz, Dorothy especifica que no puede hablar porque no es un perro de hadas. Sin embargo, en Ozma de Oz, la gallina Billina adquiere el habla simplemente por ser arrastrada a las tierras cercanas a Oz, y en Dorothy y el mago en Oz, lo mismo ocurre con la gatita Eureka y el caballo de carruaje Jim al llegar a la tierra de Mangaboos, una tierra igualmente mágica. En Tik-Tok de Oz, Baum restauró la continuidad: Toto puede hablar, y siempre pudo, pero nunca se molestó en hacerlo porque no era necesario.
Se introduce una inconsistencia adicional con Tik-Tok de Oz: la mula Hank no puede hablar hasta llegar a la Tierra de Oz, aunque primero aterriza en la costa de Ev, donde la gallina Billina adquirió la capacidad de hablar. Esto podría deberse a que Tik-Tok de Oz fue originalmente una versión teatral de Ozma de Oz; Dorothy fue reemplazada por Betsy porque Baum había vendido los derechos teatrales de Dorothy, y Billina fue reemplazada por Hank porque una mula podía ser interpretada de manera más convincente por dos personas en un disfraz. Probablemente Hank no podía hablar porque Baum ya tenía dos personajes cómicos parlantes, el Hombre Desgreñado y Tik-Tok. Así, Hank encajaría mejor como un personaje de comedia visual, en la tradición del pantomimo británico. El papel de Hank también fue un análogo al de la vaca de Dorothy, Imogene, el reemplazo de Toto en el escenario en la exitosísima versión de Broadway de 1903 de El mago de Oz, un éxito que Baum buscó replicar por el resto de su vida.
Hay un pequeño reino en Oz donde los animales no pueden hablar: Corumbia.

### Origen del nombre Oz
Una leyenda de validez incierta cuenta que, mientras Baum le contaba a su sobrina, Ramona Baxter Bowden, cuentos para dormir (la forma embrionaria de los libros de Oz), ésta le preguntó a su tío por el nombre de la tierra mágica. Baum miró un archivador cercano, que tenía tres cajones etiquetados A–G, H–N y O–Z, y así fue como decidió llamar Oz a esta tierra. Esta historia se contó por primera vez en 1903, pero su esposa siempre insistió en que la parte del archivador no era cierta. En Dorothy y el mago en Oz, el nombre se traduce como "grande y bueno". Varias de las historias de hadas de Baum que tienen lugar en los Estados Unidos estaban situadas en la Meseta de Ozark, y la similitud del nombre podría no ser una coincidencia.

## Legado
En 2018, se inició el proyecto El Arte Perdido de Oz para localizar y catalogar las obras de arte originales sobrevivientes creadas por John R. Neill, W. W. Denslow, Frank Kramer, Richard "Dirk" Gringhuis y Dick Martin para ilustrar la serie de libros de Oz.